# Cesare Gentile

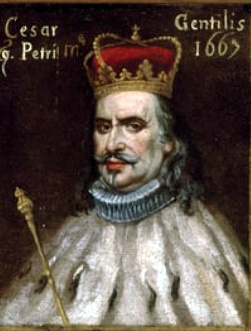
Cesare Gentile

Cesare Gentile (Génova, 1614 - Génova, 1681) foi o 119.º Doge da República de Génova e rei da Córsega.

## Biografia
Aos 53 anos, a 10 de maio de 1667, o Grande Conselho elegeu Gentio como o novo Doge de Génova, o septuagésimo quarto na sucessão de dois anos e o centésimo décimo nono na história republicana. Como Doge, ele também foi investido no cargo bienal de rei da Córsega. Ele liderou um mandato quase pacífico e administrativo, excepto por algumas divergências com o Capítulo da Catedral de Génova, com o arcebispo genovês Giambattista Spinola e com o Inquisidor do Santo Ofício. O mandato chegou ao fim a 10 de maio de 1669. Ele morreu em Génova em 1681.